# RockPaperScissors
RockPaperScissors (рус. Камень, ножницы, бумага) — третий студийный альбом канадского гитариста, продюсера и композитора Майкла Брука, выпущенный в 2006 году, а также название заглавной песни из данного альбома.

## Об альбоме
RockPaperScissors записан в Софии совместно с большим количеством исполнителей, среди которых можно отметить Лайзу Германо (англ. Lisa Germano), Ширу Майроу (англ. Shira Myrow) и Пола Бьюкенена (англ. Paul Buchanan), а также Дживана Гаспаряна. В композиции Pond использована запись голоса Нусрат Фатех Али Хана.
Композиция RockPaperScissors пятая по счёту на альбоме. Написана Бруком совместно с Широй Майроу и исполнена Полом Бьюкененом, вокалистом группы Blue Nile. По мнению Майкла, эта песня о людях, всегда завидующих тому, чем обладают другие.

## Список композиций
1. StrangeProcession (4:51)
2. Want (3:54) (Брук, Германо)
3. Doges (3:55)
4. DarkerRoom (6:02)
5. RockPaperScissors (3:54) (Брук, Майроу)
6. Tangerine (3:03)
7. LightStar (4:58)
8. Pond (4:18) (Брук, Али Хан)
9. Silverized (3:55)
10. Pasadena, part 1 (3:20) (Кристоферс)
11. Pasadena, part 2 (10:58)

## Участники записи
- Майкл Брук: гитара (1, 3—7, 9—10), бас-гитара (3, 4, 6, 9—11), синтезатор (2, 8, 9), программинг (2—5, 7), пианино (4, 8), хоровая аранжировка (9);
- Ричард Эванс: оркестровая аранжировка (1, 4), аранжировка струнных (5), хоровая аранжировка (7, 9), гитара (7), бас-гитара (4), орган (7);
- Куин: перкуссия(1, 3, 5, 8, 9, 11), табла (1);
- Клод Шалуб: скрипка (1, 4, 6, 8, 9, 11), аранжировка струнных (6);
- Болгарский оркестр (2, 4, 5, 7—11);
- Реми Антун: ударные (1, 5, 7);
- Брет Саймонс: бас-гитара (1, 5, 7);
- Бен Кристоферс: вокал (10), гитара (10), бэк-вокал (11);
- Болгарский классический хор (1, 9);
- Джулия Роджерс: аранжировка струнных (3), дирижирование (3);
- Джейсон Льюис: ударные (4), перкуссия (4);
- Дживан Гаспарян: дудук (8, 11);
- Софийский хор Cosmic Voices: (7);
- Лайза Германо[англ.]: вокал (2);
- Джон Уотсон: ударные (3);
- Лиз Константин: вокал (4);
- Ричард Бартон: голос (4) (читает текст Дилана Томаса);
- Пол Бьюкенен: вокал (5);
- Шира Майроу: бэк-вокал (5);
- Нусрат Фатех Али Хан: вокал (8).